# Julius Reubke
Julius Reubke (23. března 1834 Hausneindorf u Quedlinburgu – 3. června 1858 Pillnitz u Drážďan) byl německý hudební skladatel varhaník a klavírista.

## Život
Narodil se v malé obci Hausneindorf v Harzu. Byl nejstarším synem stavitele klavírů a varhan Adolfa Reubke (1805-1875). Měl dva bratry a dvě sestry. Emil (1836-1884) se stal otcovým společníkem ve firmě a později firmu převzal. Otto (1842-1913) byl rovněž klavíristou, varhaníkem a skladatelem a působil jako profesor na univerzitě v Halle.
Prvním Reubkeovým učitelem hudby byl Hermann Bönicke (1821-1879) v Quedlinburgu. V roce 1851 vstoupil na konzervatoř v Berlíně, kde jeho učiteli byli Theodor Kullak (klavír), Adolf Bernhard Marx (kompozíce) a Julius Stern. Ovlivnila jej i tzv. Novoněmecká škola reprezentovaná dirigentem Hansem von Bülow a varhaníkem Alexanderem Winterbergerem.
V prosinci roku 1855 navštívil Berlín Ferenc Liszt a na doporučení von Bülowa souhlasil s tím, že bude Reubka učit od února ve Výmaru hru na klavír a kompozici a umožnil mu i bydlení ve svém domě v Altenburgu. Reubke se stal jeho nejoblíbenějším žákem. V tomto prostředí zkomponoval Reubke své nejdůležitější práce: Sonátu pro klavír b-moll a Sonátu pro varhany na 94. žalm c-moll. Obě sonáty byly ovlivněny Lisztovými díly. První z nich klavírní sonátou h-moll a druhá Fantasií a fugou na téma chorálu "Ad nos, ad salutarem undam". Rovněž uvažoval o kompozici opery.
Již v této době trpěl tuberkulózou. V prosinci 1857 se přestěhoval do Drážďan. Jeho zdravotní stav se zhoršil natolik, že neměl sílu ani hrát ani komponovat. V květnu 1858 byl převezen do sanatoria v Pillnitzi, kde o několik dní později zemřel. Byl pohřben na hřbitově u kostela Maria am Wasser v Pillnitzi-Hosterwitz.

## Dílo
- Klavírní sonáta b-moll (1857)
- Sonáta pro varhany „Der 94ste Psalm“
- Trio in Es-dur pro varhany (1850)
- Mazurka E-dur pro klavír (1856)
- Scherzo d-moll pro klavír (1856)
- Adagio e-moll pro varhany
- Overture (ztraceno)
- Písně pro mezzosoprán a klavír (ztraceno)